# Cabinteely FC
Cabinteely FC är en irländsk fotbollsklubb från Cabinteely.

## Placering tidigare säsonger
Sedan 2015
| Säsong | Nivå | Liga           | Placering | Referens | Kommentar |
| ------ | ---- | -------------- | --------- | -------- | --------- |
| 2015   | 2    | First Division | 8         | [ 2 ]    |           |
| 2016   | 2    | First Division | 7         | [ 3 ]    |           |
| 2017   | 2    | First Division | 6         | [ 4 ]    |           |
| 2018   | 2    | First Division | 7         | [ 5 ]    |           |
| 2019   | 2    | First Division | 4         | [ 6 ]    |           |
| 2020   | 2    | First Division | 5         | [ 7 ]    |           |
| 2021   | 2    | First Division | 9         | [ 8 ]    |           |

### Fotnoter
1. ↑  McDonnell, Daniel (14 december 2016). ”Bass aiming to make Cabinteely 'the biggest soccer brand in Ireland'”. https://www.independent.ie/sport/soccer/league-of-ireland/bass-aiming-to-make-cabinteely-the-biggest-soccer-brand-in-ireland-35292664.html. Läst 2 juli 2018.
2. ↑  http://www.rsssf.com/tablesi/ier2015.html#first
3. ↑  http://www.rsssf.com/tablesi/ier2016.html#first
4. ↑  http://www.rsssf.com/tablesi/ier2017.html#first
5. ↑  http://www.rsssf.com/tablesi/ier2018.html#first
6. ↑  http://www.rsssf.com/tablesi/ier2019.html#first
7. ↑  http://www.rsssf.com/tablesi/ier2020.html#first
8. ↑  http://www.rsssf.com/tablesi/ier2021.html#first